# Men’s IHF/EHF Trophy 2021
Men's IHF/EHF Trophy 2021 – oficjalny międzynarodowy turniej piłki ręcznej zorganizowany przez IHF i EHF w zastępstwie za IHF Emerging Nations Championship edycji 2021 mający na zadanie podniesienie poziomu sportowego rozwijających się męskich reprezentacji. Odbył się w dniach 14–19 czerwca 2021 roku w Gruzji, będąc jednocześnie jednym z etapów kwalifikacji do ME 2024.
Z uwagi na pandemię COVID-19 zaplanowana na rok 2021 czwarta edycja IHF Emerging Nations Championship została odwołana, zatem światowa federacja wraz z europejską postanowiły zorganizować turniej jedynie dla drużyn z Europy. W zawodach wzięło zatem udział sześć europejskich reprezentacji, które w pierwszej fazie rywalizowały systemem kołowym podzielone na dwie trzyzespołowe grupy, po czym czołowe dwójki z każdej z grup awansowały do półfinałów. Stawką zawodów były także trzy miejsca w rundzie barażowej eliminacji do ME 2024.
W swoich grupach zwyciężyły Gruzja i Cypr, które następnie spotkały się w finale, gdzie lepsi okazali się gospodarze, a ich przedstawiciel – Irakli Kbilashvili – został uznany najlepszym zawodnikiem turnieju. Trzecie miejsce, które podobnie jak dla finalistów gwarantowało udział w eliminacjach do ME 2024, zajęła Bułgaria po jednobramkowym zwycięstwie nad Mołdawią, zaś oba mecze o miejsca 5–6 nie odbyły się z powodu wykrycia przypadków COVID-19 wśród andorskich zawodników.

## Faza grupowa

### Grupa A
| 14 czerwca 202116:30 | Cypr | 29:23(12:9) | Bułgaria | Tbilisi Sports Palace, Tbilisi Sędzia: Ershov, Pavliukov |
| 14 czerwca 202116:30 |      | 29:23(12:9) |          | Tbilisi Sports Palace, Tbilisi Sędzia: Ershov, Pavliukov |

| 15 czerwca 202116:30 | Andora | 16:38(10:20) | Cypr | Tbilisi Sports Palace, Tbilisi Sędzia: Rauchs, Linster |
| 15 czerwca 202116:30 |        | 16:38(10:20) |      | Tbilisi Sports Palace, Tbilisi Sędzia: Rauchs, Linster |

| 16 czerwca 202116:30 | Bułgaria | 38:21(16:8) | Andora | Tbilisi Sports Palace, Tbilisi Sędzia: Mitrović, Kažanegra |
| 16 czerwca 202116:30 |          | 38:21(16:8) |        | Tbilisi Sports Palace, Tbilisi Sędzia: Mitrović, Kažanegra |

### Grupa B
| 14 czerwca 202119:00 | Gruzja | 36:16(18:7) | Azerbejdżan | Tbilisi Sports Palace, Tbilisi Sędzia: Braseth, Sundet |
| 14 czerwca 202119:00 |        | 36:16(18:7) |             | Tbilisi Sports Palace, Tbilisi Sędzia: Braseth, Sundet |

| 15 czerwca 202119:00 | Mołdawia | 20:27(10:11) | Gruzja | Tbilisi Sports Palace, Tbilisi Sędzia: Mitrović, Kažanegra |
| 15 czerwca 202119:00 |          | 20:27(10:11) |        | Tbilisi Sports Palace, Tbilisi Sędzia: Mitrović, Kažanegra |

| 16 czerwca 202119:00 | Azerbejdżan | 16:28(7:13) | Mołdawia | Tbilisi Sports Palace, Tbilisi Sędzia: Rauchs, Linster |
| 16 czerwca 202119:00 |             | 16:28(7:13) |          | Tbilisi Sports Palace, Tbilisi Sędzia: Rauchs, Linster |

## Faza pucharowa

### Mecze o miejsca 1–4
|  |            |           |           |                   |    |       |       |       |
|  | Półfinały  | Półfinały | Półfinały |                   |    | Finał | Finał | Finał |
|  | Półfinały  | Półfinały | Półfinały |                   |    | Finał | Finał | Finał |
|  | 18 czerwca |           |           |                   |    |       |       |       |
|  |            |           |           |                   |    |       |       |       |
|  | Cypr       | Cypr      | 30        |                   |    |       |       |       |
|  | Cypr       | Cypr      | 30        | 19 czerwca        |    |       |       |       |
|  | Mołdawia   | Mołdawia  | 28        |                   |    |       |       |       |
|  | Mołdawia   | Mołdawia  | 28        |                   |    | Cypr  | Cypr  | 18    |
|  | 18 czerwca |           |           |                   |    | Cypr  | Cypr  | 18    |
|  |            |           | Gruzja    | Gruzja            | 32 |       |       |       |
|  | Gruzja     | Gruzja    | Gruzja    | Gruzja            | 32 | 32    |       |       |
|  | Gruzja     | Gruzja    |           |                   |    |       |       |       |
|  | Bułgaria   | Bułgaria  | 19        |                   |    |       |       |       |
|  | Bułgaria   | Bułgaria  | 19        | Mecz o 3. miejsce |    |       |       |       |
|  |            |           |           |                   |    |       |       |       |
|  | 19 czerwca |           |           |                   |    |       |       |       |
|  |            |           |           |                   |    |       |       |       |
|  | Mołdawia   | Mołdawia  | 25        |                   |    |       |       |       |
|  | Mołdawia   | Mołdawia  | 25        |                   |    |       |       |       |
|  | Bułgaria   | Bułgaria  | 26        |                   |    |       |       |       |
|  | Bułgaria   | Bułgaria  | 26        |                   |    |       |       |       |

| 18 czerwca 202116:30 | Cypr | 30:28(14:11) | Mołdawia | Tbilisi Sports Palace, Tbilisi Sędzia: Braseth, Sundet |
| 18 czerwca 202116:30 |      | 30:28(14:11) |          | Tbilisi Sports Palace, Tbilisi Sędzia: Braseth, Sundet |

| 18 czerwca 202119:00 | Gruzja | 32:19(22:11) | Bułgaria | Tbilisi Sports Palace, Tbilisi Sędzia: Rauchs, Linster |
| 18 czerwca 202119:00 |        | 32:19(22:11) |          | Tbilisi Sports Palace, Tbilisi Sędzia: Rauchs, Linster |

| 19 czerwca 202116:30 | Mołdawia | 25:26(11:13) | Bułgaria | Tbilisi Sports Palace, Tbilisi Sędzia: Mitrović, Kažanegra |
| 19 czerwca 202116:30 |          | 25:26(11:13) |          | Tbilisi Sports Palace, Tbilisi Sędzia: Mitrović, Kažanegra |

| 19 czerwca 202119:00 | Cypr | 18:32(6:14) | Gruzja | Tbilisi Sports Palace, Tbilisi Sędzia: Ershov, Pavliukov |
| 19 czerwca 202119:00 |      | 18:32(6:14) |        | Tbilisi Sports Palace, Tbilisi Sędzia: Ershov, Pavliukov |

### Mecze o miejsca 5–6
| 18 czerwca 202114:00 | Azerbejdżan | 10:0 (wo.) | Andora | Tbilisi Sports Palace, Tbilisi |
| 18 czerwca 202114:00 |             | 10:0 (wo.) |        | Tbilisi Sports Palace, Tbilisi |

| 19 czerwca 202114:00 | Andora | 0:10 (wo.) | Azerbejdżan | Tbilisi Sports Palace, Tbilisi |
| 19 czerwca 202114:00 |        | 0:10 (wo.) |             | Tbilisi Sports Palace, Tbilisi |

## Klasyfikacja końcowa
| Miejsce | Reprezentacja | Uwagi                                          |
| ------- | ------------- | ---------------------------------------------- |
| 1       | Gruzja        | awans do rundy barażowej eliminacji do ME 2024 |
| 2       | Cypr          | awans do rundy barażowej eliminacji do ME 2024 |
| 3       | Bułgaria      | awans do rundy barażowej eliminacji do ME 2024 |
| 4       | Mołdawia      |                                                |
| 5       | Azerbejdżan   |                                                |
| 6       | Andora        |                                                |

## Nagrody indywidualne
Nagrody indywidualne otrzymali:
| MVP                | Najlepszy bramkarz | Najlepszy lewoskrzydłowy | Najlepszy lewy rozgrywający | Najlepszy środkowy rozgrywający | Najlepszy prawy rozgrywający | Najlepszy prawoskrzydłowy | Najlepszy obrotowy  |
| ------------------ | ------------------ | ------------------------ | --------------------------- | ------------------------------- | ---------------------------- | ------------------------- | ------------------- |
| Irakli Kbilashvili | Zurab Tsintsadze   | Christos Argyrou         | Loucas Paraskeva            | Irakli Kbilashvili              | Giorgi Tskhovrebadze         | Svetlin Dimitrov          | Erekle Arsenashvili |